# 멜로디 (가곡)
멜로디(mélodie)(프랑스어: [melɔdi] ( 듣기))는 19세기 중반에 등장한 프랑스의 노래 형식을 말한다. 독일의 리트에 대응되는 개념인데, 샹송은 이와 반대로 민속 대중음악을 말한다. 문자 그대로 선율의 프랑스어에서 기원한다.

## 특성
멜로디는 리트와 비교하여 정의된다. 피에르 베르낙은 《프랑스 노래의 해석The Interpretation of French Song》에서 다음과 같이 정의한다.
드뷔시는 '표현의 명료함, 정확함, 형식의 집중은 프랑스만의 독특한 천재성의 특징이'라 했다. 이 특징들은 긴 길이, 억제되지않은 분출 등이 특징인 독일의 천재성과 직접적으로 반대되는데, 이들은 과대표현을 혐오하고 다양성과 간결함을 중시한다.
베르낙은 또한 위대한 프랑스 작곡가의 음악은 감정을 명시적으로 표현하는 것보다는 암시적으로 제시하는데 있다고 했다.
멜로디의 특징은 선율과 가사의 긴밀한 관계에 있다. 멜로디를 이해하거나 작곡하려면 프랑스어, 프랑스 시, 프랑스 시의 표현법에 대한 민감한 이해가 필요하다. 멜로디 가수들을 위한 프랑스어 발음 교본이 많이 있는데, 특히 IPA를 사용해 리에종과 음운탈락 등을 자세히 표현한 경우가 많이 있다.

## 참고 문헌
- Bernac, Pierre: The Interpretation of French Song. New York, Praeger, 1970.  Reprint by Norton, New York, 1978.
- Panzéra, Charles: L'amour de chanter.  Bruxelles, H. Lemoine, 1957.
- Song on Record : V. 1 (Lieder); V. 2 (Song, including mélodie). Alan Blyth, Editor [A history of Art Song and its interpretation, with a guide to available recordings.] Cambridge, Cambridge University Press, 1986–1988